# Dongfeng Aeolus AX7
La Dongfeng Aeolus AX7 (precedentemente nota come Fengshen AX7) è uno Sport Utility Vehicle prodotto dalla casa automobilistica cinese Dongfeng Motor Corporation a partire dal 2014 in due generazioni. 

## Prima generazione (2014-2021)
La prima generazione ha debuttato al salone di Pechino 2014 con il nome di Fengshen AX7, venendo lanciata nel cinese nell'ottobre 2014.
L'AX7 era disponibile con due motori a benzina quattro cilindri: un  2,0 litri 16 valvole di origine PSA (serie RFN 10LH3X) che eroga 143 CV (105 kW) e 189 N⋅m di coppia accoppiato a una trasmissione manuale a 5 marce o ad un CVT, e un motore da 2,3 litri 16 valvole (3FY 10XP01) che produce 173 CV (127 kW) e 220 N⋅m accoppiato a un cambio automatico a 6 velocità Aisin. 
Nel 2016 la gamma motori si arricchisce di un nuovo 1.4 benzina quattro cilindri turbo (DFM A14T) erogante 140 CV abbinato ad un cambio manuale a 6 rapporti mentre la variante con cambio automatico eroga 150 cavalli.
Sempre nel 2016 la vettura viene venduta anche dal marchio “Dongfeng Fengdu” di proprietà della joint venture Dongfeng Nissan; la vettura ribattezzata Fengdu MX5 presenta il paraurti anteriore ridisegnato con una calandra di dimensioni maggiori e il logo “Dongfeng” tra due modanature cromate. Al posteriore cambia il portellone con i due fanali collegati da una modanatura “rossa” e la targa spostata sul paraurti. La lunghezza della Fengdu MX5 è di 4720 mm. I motori sono il 1.4 turbo benzina e il 2.0 aspirato benzina.

### Restyling 2017

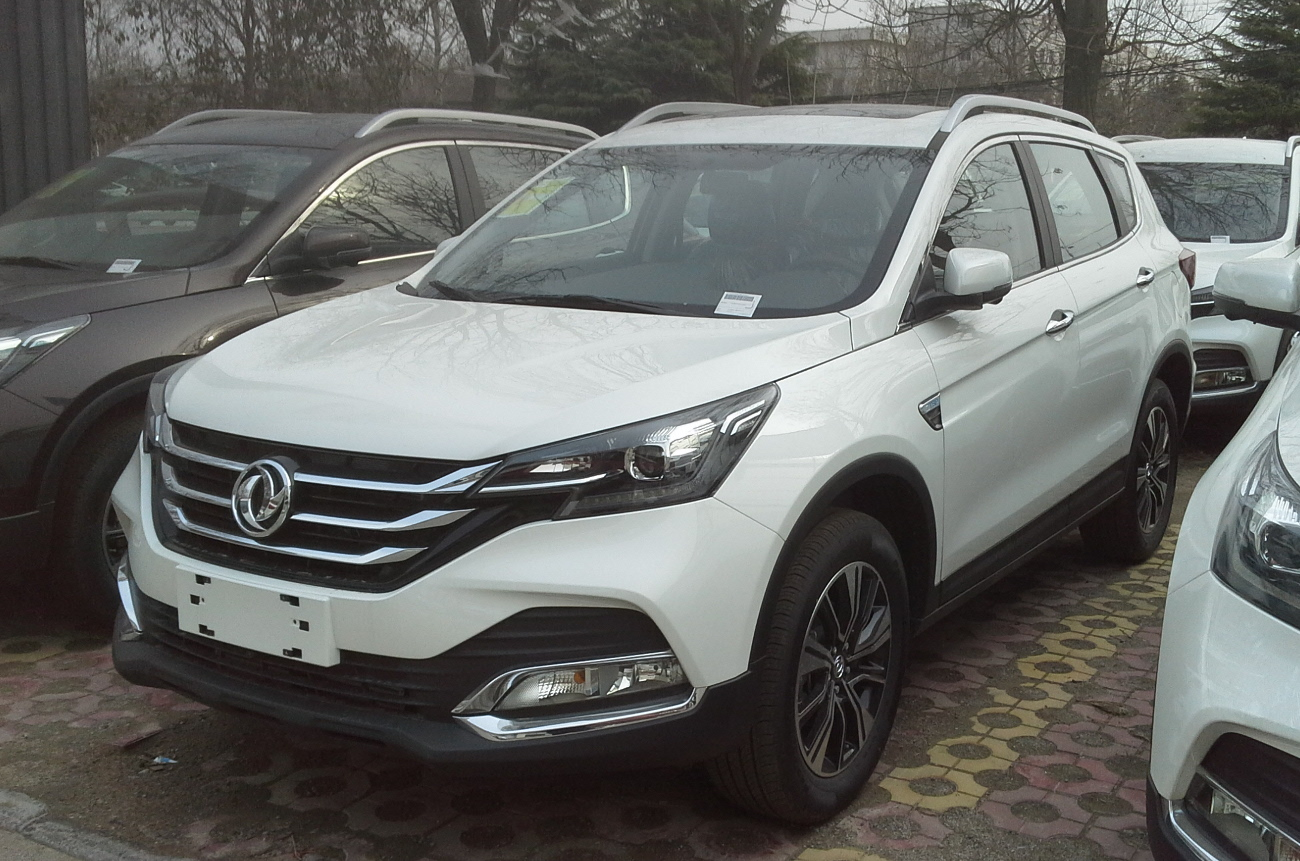
L’Aeolus AX7 restyling

A dicembre 2017 viene presentato un lieve restyling in cui viene aggiornata la calandra anteriore, nuovi paraurti e nuovo consolle centrale che ospita l’infotainment. La vettura adotta anche sul mercato cinese il marchio Aeolus (traduzione inglese di Fengshen). La gamma motori viene rinnovata con il 1.4 Turbo che funge da motore “base” e il nuovo motore top di gamma 1.6 THP quattro cilindri di origine PSA 5G02 (codice 10UF01 che equivale alla variante cinese dell’EP6FDTM) che eroga 167 CV e 245 Nm di coppia massima; il cambio abbinato al 1.6 è l’automatico Aisin a 6 rapporti. I motori 2.0 e 2.3 escono di scena. 
Nel 2018 venne presentata la seconda generazione dell’AX7 ma la vecchia serie resta in produzione fino al 2021 ribattezzata AX7 Classic con il motore 1.5 230T Turbo (serie A15T di origine Dongfeng) abbinato ad un cambio a doppia frizione a sei rapporti.
Nel 2021 la prima generazione dell’AX7 esce definitivamente di produzione.

## Seconda generazione (dal 2018)
La seconda generazione dell’Aeolus AX7 è stata presentata nell'agosto 2018 ed è stata immessa sul mercato cinese nel mese di settembre. La gamma motori è composta dal propulsore benzina PSA 1.6 THP turbo che produce 167 CV (123 kW) e 245 Nm di coppia accoppiato a un cambio automatico a 6 marce fornito da Aisin. La trazione è anteriore.

### Aeolus AX7 Pro (dal 2020)

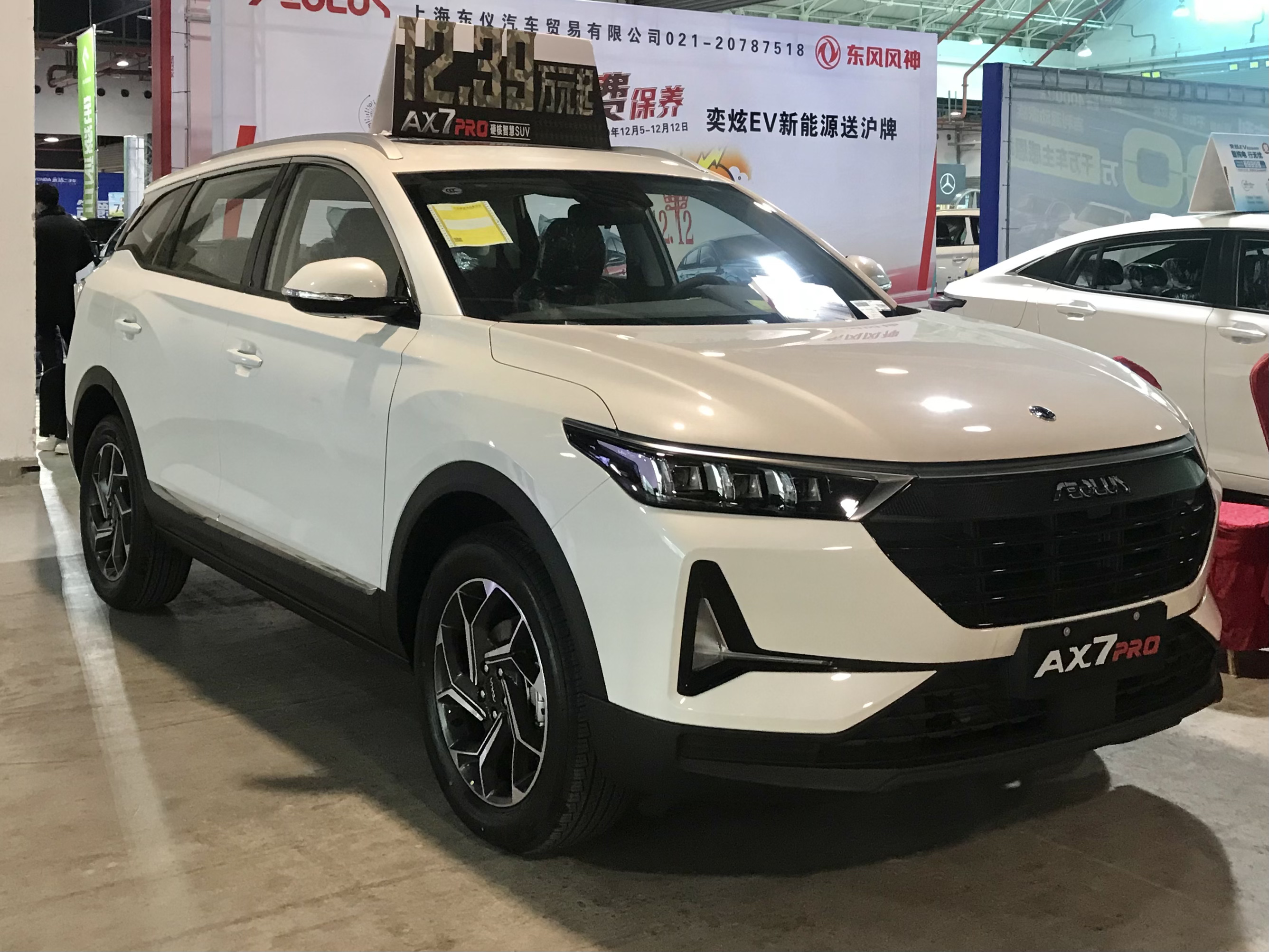
L’AX7 Pro lanciata nel fine 2020

Una variante aggiornata chiamata Aeolus AX7 Pro è stata lanciata a settembre 2020 come “model year 2021” con un frontale ridisegnato che presenta una calandra in plastica nera che ospita il nuovo logo “Aeolus” mentre il marchio Dongfeng è stato spostato sul cofano. Il propulsore rimane il 1.6 THP. La lunghezza del modello AX7 Pro è stata estesa di 5 mm fino a 4.650 mm rispetto al modello precedente, la larghezza, l'altezza e il passo rimangono invariati. 
L’interno presenta un tema bicolore e il nuovo infotainment WindLink aggiornato dalla versione 4.0 alla versione 5.0, con una dimensione dello schermo più grande fino a 12.5 pollici.

### Aeolus AX7 Plus/Mach Edition (dal 2021)

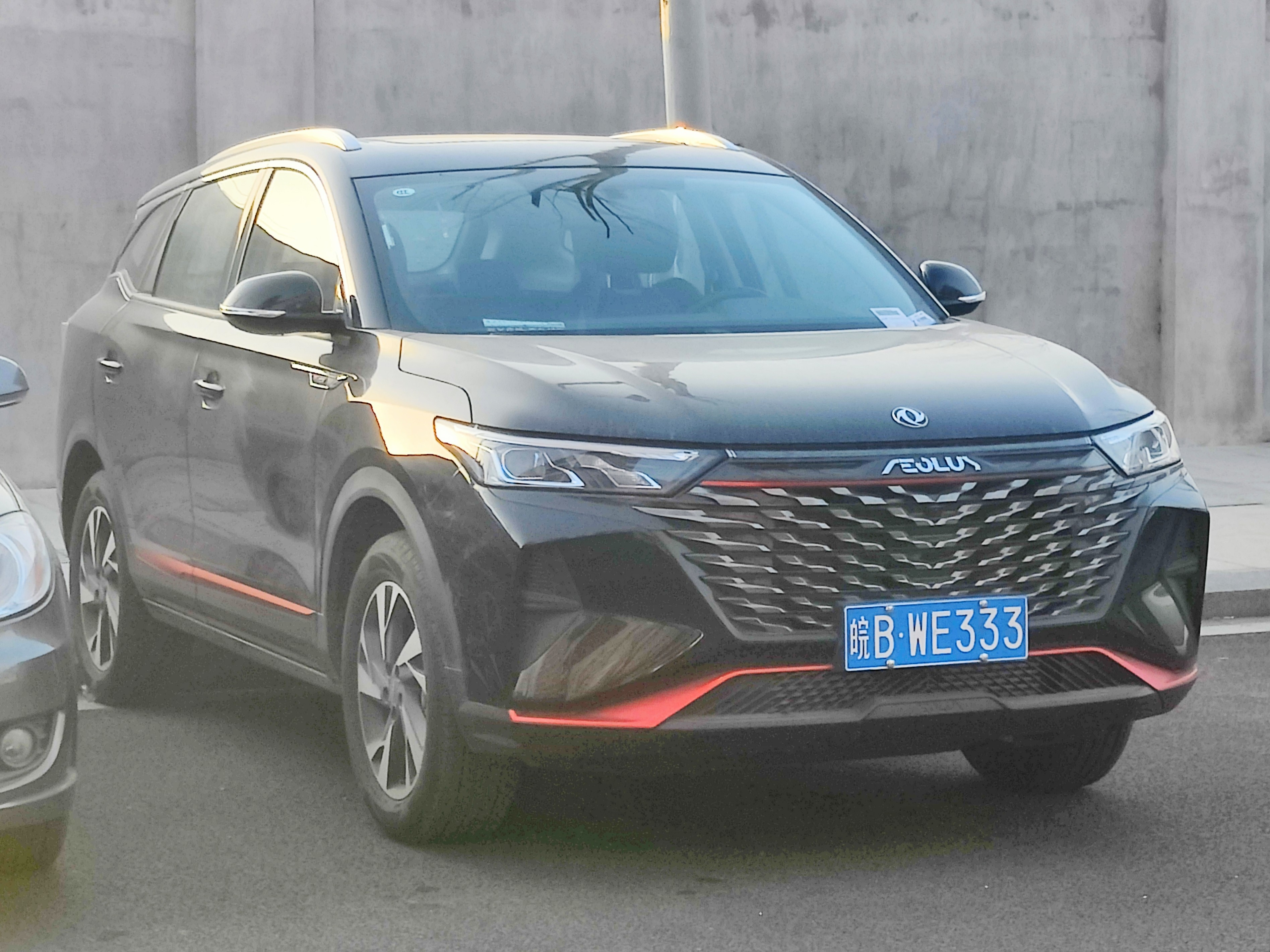
Dongfeng Aeolus AX7 Plus

Un secondo aggiornamento venne lanciato nel settembre 2021 dove la vettura venne ribattezzata “Plus” senza andare a sostituire la precedente versione “Pro”. L’AX7 Plus presenta il frontale leggermente ridisegnato con una calandra anteriore ancor più vasta mentre il propulsore rimane invariato. La lunghezza del modello Plus è di 4660 mm.
Dal 2023 tale modello viene ribattezzato semplicemente AX7 (senza il suffisso Plus) e riceve il nuovo motore 1.5 turbo quattro cilindri Mach Power a iniezione diretta sviluppato internamente da Dongfeng. Il motore eroga 190 CV e 300 Nm di coppia massima a 2000 giri/min ed è accoppiato ad un cambio a doppia frizione a sette rapporti. Il consumo medio nel ciclo misto è di 6,6 litri/100 km.